# Calectasia hispida
Calectasia hispida är en enhjärtbladig växtart som beskrevs av Russell Lindsay Barrett och Kingsley Wayne Dixon. Calectasia hispida ingår i släktet Calectasia och familjen Dasypogonaceae. Inga underarter finns listade.